# Earl Boen
Earl Oscar Boen (Nueva York, 8 de agosto de 1941 - Hawái, 5 de enero de 2023) fue un actor estadounidense.

## Biografía
Su papel más conocido fue cuando trabajó como el psiquiatra Peter Silberman en The Terminator (1984). Boen también representó dicho papel en la película Terminator 2: el juicio final (1991), en la cual Silberman trabaja en un hospital mental en el que Sarah Connor (Linda Hamilton) se encuentra internada y en la tercera entrega Terminator 3: La rebelión de las máquinas (2003).
Otras películas en las que ha actuado incluyen The Man with Two Brains (1983), Alien Nation (1988), The Naked Gun 33 1/3: The Final Insult (1994), y El profesor chiflado II: La familia Klump (2000), así como una breve aparición en 18 Again! (1988). También apareció en la serie televisiva de comedia estadounidense "ALF" en 1987 en la primera temporada como el jefe inmediato de William Tanner, en la oficina del servicio social.

## Trayectoria como actor de voz
Boen se retiró de la actuación en 2003, pero continúa su prolífico trabajo como actor de voz en la radio, televisión, dibujos animados, además de juegos y vídeos de computadora hasta en 2017. Un pequeño ejemplo de sus créditos en trabajos de voz incluye:
- Voces en la serie animada Los Supersónicos.
- Dr. Regís Blackgaard y Edwin Blackgaard en el programa de radio Adventures in Odyssey.
- LeChuck en LucasArts' Monkey Island series de juegos de aventuras en computadora.
- Nemesis en el juego de computadora Black & White.
- Balzac en el juego Berserk.
- Sergei Gurlukovich en Metal Gear Solid 2: Sons of Liberty.
- Terenas Menethil II en World of Warcraft.
- Y últimamente como The Butcher en Psychonauts.